# سباستیان شاوانل
سباستیان شاوانل (فرانسوی: Sébastien Chavanel‎؛ زادهٔ ۲۱ مارس ۱۹۸۱) دوچرخه‌سوار اهل فرانسه است.
از باشگاه‌هایی که در آن رکاب زده‌است می‌توان به تیم دوچرخه‌سواری اف‌دی‌جی و تیم دوچرخه‌سواری دیرکت انرژی اشاره کرد.